# Jaroslav Rojík
Jaroslav Rojík (* 20. září 1992 Plzeň) je český fotbalový brankář.

## Klubová kariéra
S fotbalem začal na hřišti domácího FK Nepomuk. Poté následovalo hostování v několika mládežnických týmech. Jako starší dorostenec pak působil v FK Teplice (U17) a poté i v klubu FC Viktoria Plzeň (U19). Atmosféru mužského fotbalu poprvé okusil v divizním SK Strakonice 1908, kdy jako 17letý naskočil do podzimní části soutěže. V létě 2012 pak přestoupil do SK Dynamo České Budějovice, kde nastupoval v nově vzniklé soutěži Juniorská liga a současně za farmu Dynama v ČFL. V závěru sezóny 2012/13 usedal na lavičku náhradníků českobudějovického A-mužstva v Gambrinus lize.
Po ostrém vzestupu kariéry však přišel strmý pád v podobě dobrovolného ukončení smlouvy s prvoligovým SK Dynamo České Budějovice.Současné působení v divizním klubu SK Klatovy 1898.